# بسکام (مونتانا)
بسکام (به انگلیسی: Bascom) یک منطقهٔ مسکونی در ایالات متحده آمریکا است که در شهرستان رووزباد، مونتانا واقع شده‌است. بسکام  ۸۹۴٫۹ متر بالاتر از سطح دریا واقع شده‌است.